# Cisseps coprea
Cisseps coprea är en fjärilsart som beskrevs av Max Wilhelm Karl Draudt 1917. Cisseps coprea ingår i släktet Cisseps och familjen björnspinnare. Inga underarter finns listade i Catalogue of Life.